# Michaił Tal
Michaił Niechiemjewicz Tal, łot. Mihails Tāls, ps. „Czarodziej z Rygi” (ur. 9 listopada 1936 w Rydze, zm. 28 czerwca 1992 w Moskwie) – łotewski szachista pochodzenia żydowskiego, reprezentujący ZSRR, ósmy mistrz świata w szachach.

## Życiorys

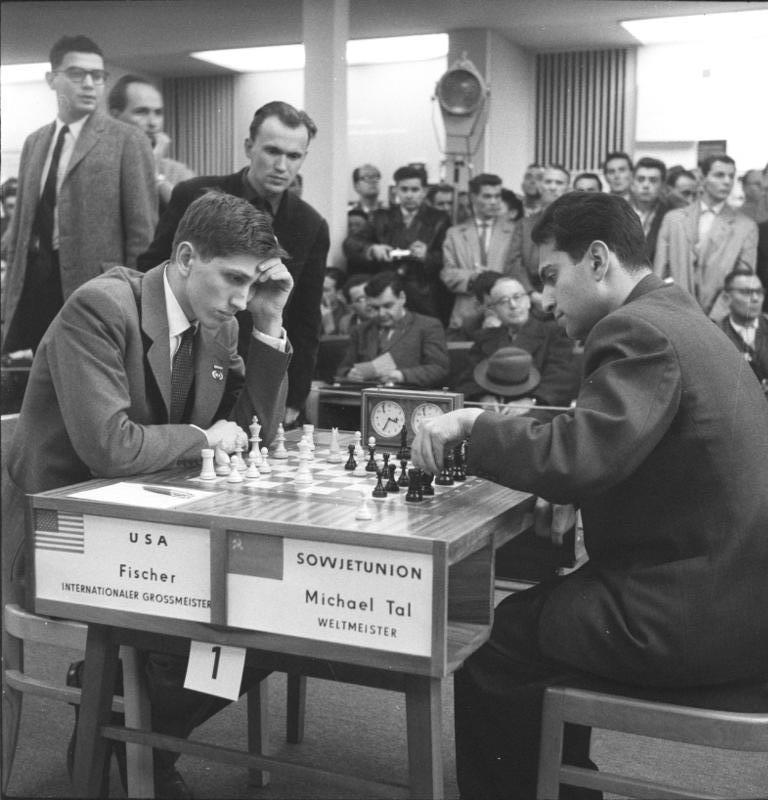
Michaił Tal w partii z Robertem Fischerem, Lipsk 1960

Jego przydomek „Misza" był zdrobnieniem imienia Michaił, ale najbardziej znany był jako „Czarodziej z Rygi". Znany był z błyskotliwej gry i biegłości w taktycznych uderzeniach. Zarówno „The Mammoth Book of the World's Greatest Chess Games" jak i „Modern Chess Brilliancies" zawierają więcej partii Tala niż jakiegokolwiek innego szachisty. Swojemu naturalnemu talentowi zawdzięczał zdobycie tytułu mistrza świata w wieku 23 lat. Był najmłodszym mistrzem świata z dotychczasowych, dopiero Garri Kasparow pobił jego rekord, sięgając po tytuł mając 22 lata.
Swój intuicyjny sposób gry Tal z powodzeniem przeciwstawiał pozycyjnemu stylowi opartemu na rzetelnym teoretycznym przygotowaniu, reprezentowanemu przez współczesnych mu arcymistrzów. Jego grę Wasilij Smysłow określił jako „sztuczki i nic więcej”, jednak Tal wygrywał z najlepszymi. Swoimi niespodziewanymi poświęceniami doprowadzał do niewiarygodnie skomplikowanych pozycji, stwarzając przeciwnikom problemy nie do rozwiązania podczas partii. Nawet jeśli w późniejszych głębokich analizach okazywało się, że poświęcenie nie było poprawne, to jednak jego zdumiewające koncepcje budziły uznanie, a brawura często była nagradzana aplauzem kibiców. Był ulubieńcem publiczności.
W 1960 roku Tal dość łatwo pokonał Michaiła Botwinnika w meczu o mistrzostwo świata. Do rewanżu Botwinnik przygotował się niezwykle starannie, studiując styl gry Tala i równie łatwo odebrał mu tytuł. Na gorszy występ Tala w rewanżowym meczu prawdopodobnie decydujący wpływ miały jego problemy zdrowotne. Tal był słabego zdrowia, przewlekłe problemy z nerką były wielką przeszkodą w osiąganiu dobrych rezultatów. Niezmiennie prezentował jednak swoje pozytywne podejście do życia. Sławny jest jego komentarz do jednej ze swoich zwycięskich partii wkrótce po opuszczeniu szpitala: „grałem całkiem nieźle, jak na nieboszczyka”.
Jednym z największych sukcesów Tala było zwycięstwo (wspólnie z Anatolijem Karpowem) w „Turnieju Gwiazd”, rozegranym w 1979 roku w Montrealu, gdzie w wielkim stylu pozostawił w pokonanym polu całą ówczesną czołówkę szachową.
Najwyższy ranking w karierze osiągnął 1 stycznia 1980 r., z wynikiem 2705 punktów zajmował wówczas 2. miejsce (za Anatolijem Karpowem) na światowej liście FIDE.

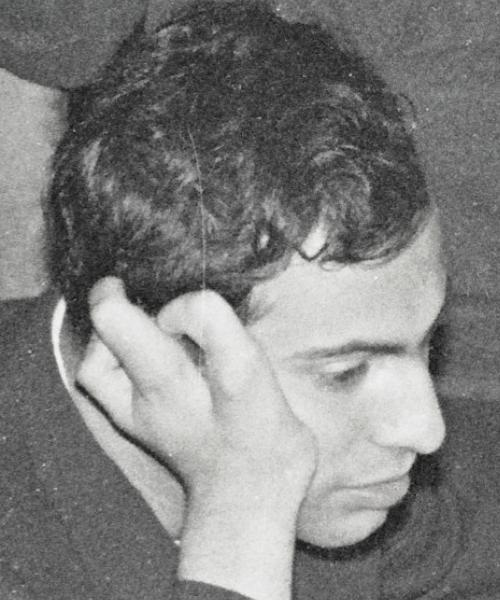
Tal w 1961 z widoczną ektrodaktylią prawej dłoni.

Michaił Tal urodził się z ektrodaktylią prawej dłoni, co nie przeszkodziło mu zostać także dobrym pianistą.
Tal zmarł 28 czerwca 1992 roku w szpitalu w Moskwie z powodu krwotoku przełyku. Jego przyjaciel i radziecki arcymistrz Giennadij Sosonko relacjonował, że „praktycznie cały jego organizm przestał funkcjonować".
Jest pochowany na Nowym Cmentarzu żydowskim w Rydze.

## Mecze Tala o mistrzostwo świata
| Rok                                                                | Przeciwnik | Wynik               |
| ------------------------------------------------------------------ | ---------- | ------------------- |
| 1960                                                               | Botwinnik  | wygrana (+6-2=13)   |
| 1961                                                               | Botwinnik  | przegrana (+5-10=6) |
| W nawiasach: liczba wygranych, przegranych i zremisowanych partii. |            |                     |